# Académie théologique de Moscou
L'Académie théologique de Moscou ou Académie ecclésiastique de Moscou (russe : Московская Духовная Академия, MDA) est un établissement d'enseignement supérieur de l'Église orthodoxe russe, successeur de la célèbre Académie slavo-gréco-latine. Il se situe dans les murs du monastère de la Laure de la Trinité-Saint-Serge, à Serguiev Possad.

## Histoire

### 1814-1919
Elle succède à l'Académie slavo-gréco-latine dont elle reprend les principes d'organisation et de formation des ecclésiastiques. L'Académie est transférée à cette occasion de Moscou dans le « Vatican orthodoxe » de la Laure de la Trinité-Saint-Serge de Serguiev Possad. En 1913, elle obtient le titre d' « Académie impériale ».
Sous la direction de recteurs aussi prestigieux que Paul Florensky, elle développe la théologie orthodoxe et la philosophie. Elle est le lieu d'une œuvre importante de traduction des Pères de l'Église en russe. Ses actes sont publiés dans la revue de l'université L'œuvre des Pères de l'Église. Supplément aux œuvres des Pères de l'Église, initiée par Philarète (Goumilevski).

### Depuis 1946
Fermée en 1919, elle ouvre de nouveau ses portes en 1946 à la suite du réchauffement des relations entre le patriarche de Moscou et Staline au cours de la grande guerre patriotique.
L'Académie comprend une section d'archéologie de l'Église, une section gréco-romaine, et un Département des Missions. Elle publie une revue de recherche, le Journal théologique (Богословский вестник) et un journal étudiant intitulé Rencontre (Встреча).

## Membres de l'Académie théologique de Moscou

### Professeurs de l'Académie théologique de Moscou
- Anthim I, exarque bulgare (1816-1888)
- Philarète (Goumilevski), évêque, historien et théologien (1859-1866)
- Philarète de Kiev, primat de l'Église orthodoxe d'Ukraine (1929-)
- Alexandre Vladimirovitch Men (1935-1990), philosophe religieux et dissident
- Vladimir Ivanov, théologien russe (1943-)
- Paul Florensky, théologien russe (1882-1937)
- Serge Alexandrovitch de Russie (1857-1905), maire de Moscou

### Élèves de l'Académie théologique de Moscou
- Philarète Goumilevski (1805-1866), évêque de l'Église Orthodoxe russe, Théologien et Historien.
- Grigori Elisseïev (1821-1891), journaliste et essayiste russe.
- Evgueni Goloubinski (1834-1912), Historien de l'Église russe.
- Paul Florensky (1882-1937), Prêtre Orthodoxe, Théologien, philosophe et inventeur.
- Antoine (Bloom) de Souroge (1914-2003), métropolite de Souroge
- Bartholomée Ier de Constantinople (né en 1940), actuel patriarche de Constantinople
- Hilarion Alfeïev (né en 1966), actuel métropolite de Budapest et de Hongrie